# Молодая Италия
«Молодая Италия» (итал. Giovine Italia) — итальянская революционная подпольная организация в 1831—1834 и 1840—1848 годах.

## История
Основана в 1831 году Джузеппе Мадзини в Марселе. Главной целью организации было освобождение Италии от иноземного ига и создание единой Итальянской республики. К середине 1832 года подпольные отделения «Молодой Италии» были, как правило, не велики. В них входили по 200—300 человек, а иногда и по 20— 30 человек. Однако в Милане число членов «Молодой Италии» в мае 1833 года превышало 3 тыс. человек. В типографии, которая укрывалась в заброшенных каменоломнях близ Марселя Дж. Мадзини издавал журнал «Молодая Италия», который тайно переправлял в Италию. Практическая деятельность «Молодой Италии» свелась к организации заговоров, которые, как считал Мадзини, должны стать толчком к общеитальянской революции. После неудачной попытки в 1833 году поднять восстание в Пьемонте и в 1834 году осуществить вторжение в Савойю руководство «Молодой Италии» было изгнано из Франции и переместилось в Швейцарию. Лишь в одном Пьемонте было казнено 12 человек. Ещё 14 человек, в том числе и Мадзини, были приговорены к смерти заочно. Организация фактически распалась. 
В 1834 году Мадзини создал революционную организацию «Молодая Европа», при этом «Молодая Италия» стала одной из ее секций наряду с «Молодой Германией» и «Молодой Польшей».
Имело шансы на успех поднятое «Молодой Италией» в 1837 году восстание на Сицилии, но оно было подавлено. 94 участника восстания были повешены. Восстания и заговоры, в которых участвовали члены «Молодой Италии», не встречая поддержки народных масс, неизменно заканчивались неудачей, несмотря на героизм их участников.
В апреле 1840 года «Молодая Италия» была воссоздана в Великобритании. Она пыталась поднять восстания в 1843 году в Романье, в 1844 году в Калабрии (восстание братьев Бандиера), но все они потерпели неудачу.
В марте 1848 года «Молодая Италия» была реорганизована в Итальянскую национальную ассоциацию.